# Robert Woods Bliss
Robert Woods Bliss (San Luis, 5 de agosto de 1875-Washington D. C., 19 de abril de 1962) fue un diplomático, coleccionista de arte, filántropo estadounidense y uno de los cofundadores de la Colección y Biblioteca de Investigación Dumbarton Oaks. Fue embajador de Estados Unidos en Argentina entre 1927 y 1933.

## Biografía

### Primeros años
Nació en 1875 en San Luis (Misuri). Se educó en Virginia, Minnesota y Massachusetts. En 1900 se graduó con un B.A. en la Universidad de Harvard.

### Carrera
Después de graduarse de la universidad, se fue a trabajar a Puerto Rico, primero en la oficina del secretario del gobierno civil de los Estados Unidos allí, luego como secretario privado del gobernador de Puerto Rico (1901-1903). Ingresó al servicio exterior de Estados Unidos en 1903. Se desempeñó como cónsul de los Estados Unidos en Venecia (1903); segundo secretario de la embajada de Estados Unidos en San Petersburgo (1904-1907); secretario de la legación en Bruselas (1907-1909); secretario de la legación en Buenos Aires (1909-1912); secretario de la embajada en París (1912-1916); y consejero de la embajada en París (1916-1919). En 1908 fue delegado a la conferencia internacional para considerar la revisión de las regulaciones de armas y municiones del Acta de la Conferencia de Bruselas de 1890, y en 1918 fue asignado temporalmente para servir como encargado de negocios en la legación estadounidense en La Haya.
Bliss y su esposa, Mildred, vivían en París cuando estalló la Primera Guerra Mundial. Ayudaron a fundar el American Field Ambulance Service (más tarde el American Field Service) en Francia en 1914, al que donaron una sección completa de 23 ambulancias y otros tres vehículos. También abrieron y equiparon un depósito central en París, para la distribución de insumos médicos y quirúrgicos y ropa.
En 1920, se convirtió en jefe de la División de Asuntos de Europa Occidental en el Departamento de Estado en Washington y fue tercer subsecretario de Estado (1921-1923) antes de convertirse en enviado y ministro plenipotenciario de Estados Unidos en Suecia (1923-1927), nombrado por el presidente Warren G. Harding, y embajador en Argentina (1927-1933), designado por el presidente Calvin Coolidge, tras lo cual se retiró del servicio exterior.
Regresó al Departamento de Estado después de la entrada de Estados Unidos en la Segunda Guerra Mundial, como consultor (1942-1943), asistente especial del Secretario de Estado Cordell Hull (1944) y consultor del Secretario de Estado Edward Stettinius Jr. (1944-1945). Se retiró por segunda vez del servicio exterior en noviembre de 1945.

### Dumbarton Oaks
En París, Bliss y su esposa se habían reencontrado con el amigo de la infancia de Mildred Bliss, el historiador y conocedor del arte estadounidense Royall Tyler. Tyler presentó al matrimonio obras de arte y fomentó su interés como coleccionistas de arte, especialmente de obras de arte bizantinas y precolombinas. En 1920, el matrimonio adquirió la casa Dumbarton Oaks y se dispusieron a renovarla y ampliarla, construyendo además una serie de jardines en terrazas en la finca.
En 1940, donaron la finca junto con una biblioteca especializada en investigación de arte y una colección de arte medieval y bizantino, a la Universidad de Harvard. Luego fue cofundador de la Colección y Biblioteca de Investigación Dumbarton Oaks. En 1944, mientras era funcionario del Departamento de Estado, la finca albergó la Conferencia Dumbarton Oaks, dónde se formuló el inicio de las Naciones Unidas.

## Obra
- Indigenous Art of the Americas (1947; reeditado como Pre-Columbian Art en 1957).[1]